# Südpark (Wattenscheid)
Der Südpark ist ein Grünzug in Höntrop, Bochum, nördlich des Zeppelindamms. Nordöstlich des Geländes lag die Zeche Vereinigte Maria Anna Steinbank.
Der Park verfügt über die Waldbühne Höntrop, ein Tiergehege und das von der Schließung bedrohte Frei- und Hallenbad Höntrop. Drei Teiche südlich des Schwimmbads wurden 2015 zu einem Bach renaturiert; die Maßnahme kostete 530.000 Euro.